# Pin blanc du Japon
Pinus parviflora
Espèce
Classification phylogénétique
Statut de conservation UICN

 LC  : Préoccupation mineure
Le pin blanc du Japon ou pin à cinq aiguilles (Pinus parviflora) est un arbre appartenant à la famille des Pinacées et au genre Pinus, originaire du Japon. Il appartient au groupe des pins blancs (sous-genre Strobus).
Noms japonais : ゴヨウマツ (五葉松) goyo-matsu, littéralement : "pin à cinq feuilles" et 姫小松 hime-ko-matsu, littéralement : "pin petite-princesse".
Synonymes :
- Pinus morrisonicola Hayata
- Pinus parviflora f. glauca Beissn.
- Pinus pentaphylla Mayr
- Pinus pentaphylla var. himekomatsu (Miyabe & Kudô) Koidz.

## Description
Ce pin pousse dans les îles japonaises à des altitudes allant de 1300 à 1800 m. De croissance lente, il peut atteindre jusqu’à 20-25 m dans ses régions d'origine. Il est souvent aussi large que haut, avec une couronne dense de forme conique. Son feuillage est composé d'aiguilles groupées par cinq, de 5 à 6 cm de long, vert profond à vert bleuté selon les cultivars. Les cônes mesurent de 4 à 7 cm de long et portent des écailles larges et arrondies. Les graines, de 8 à 11 mm de long, sont munies d'une aile vestigiale de 2 à 10 mm.
C'est un pin très élégant, qui répond bien aux tailles pour l’amener à des formes en paliers, d'une très grande longévité. Les aiguilles se réduisent bien au fil des années en culture, ce qui en fait donc une espèce bien adaptée au traitement en bonsaï.
Ses aiguilles bleu-vert sont réunies par faisceaux de cinq, d’où son nom.
Le Pinus pentaphylla a d'abord été décrit comme une espèce mais on s'est ensuite rendu compte qu'il appartenait à une autre espèce déjà décrite, le Pinus parviflora. On en a donc fait une variété de cette espèce.